# Calvaria de Cima
Calvaria de Cima est une freguesia portugaise située dans le District de Leiria.
Avec une superficie de 10,11 km2 et une population de 2 179 habitants (2001), la paroisse possède une densité de 215,5 hab/km2.